# Очилата горска отровница
Очилатите горски отровници (Bothrops taeniatus) са вид влечуги от семейство Отровници (Viperidae).
Разпространени са в горите на Амазония
Таксонът е описан за пръв път от Йохан Георг Ваглер през 1824 година.